# Велосипедні заїзди на ультрадовгі дистанції

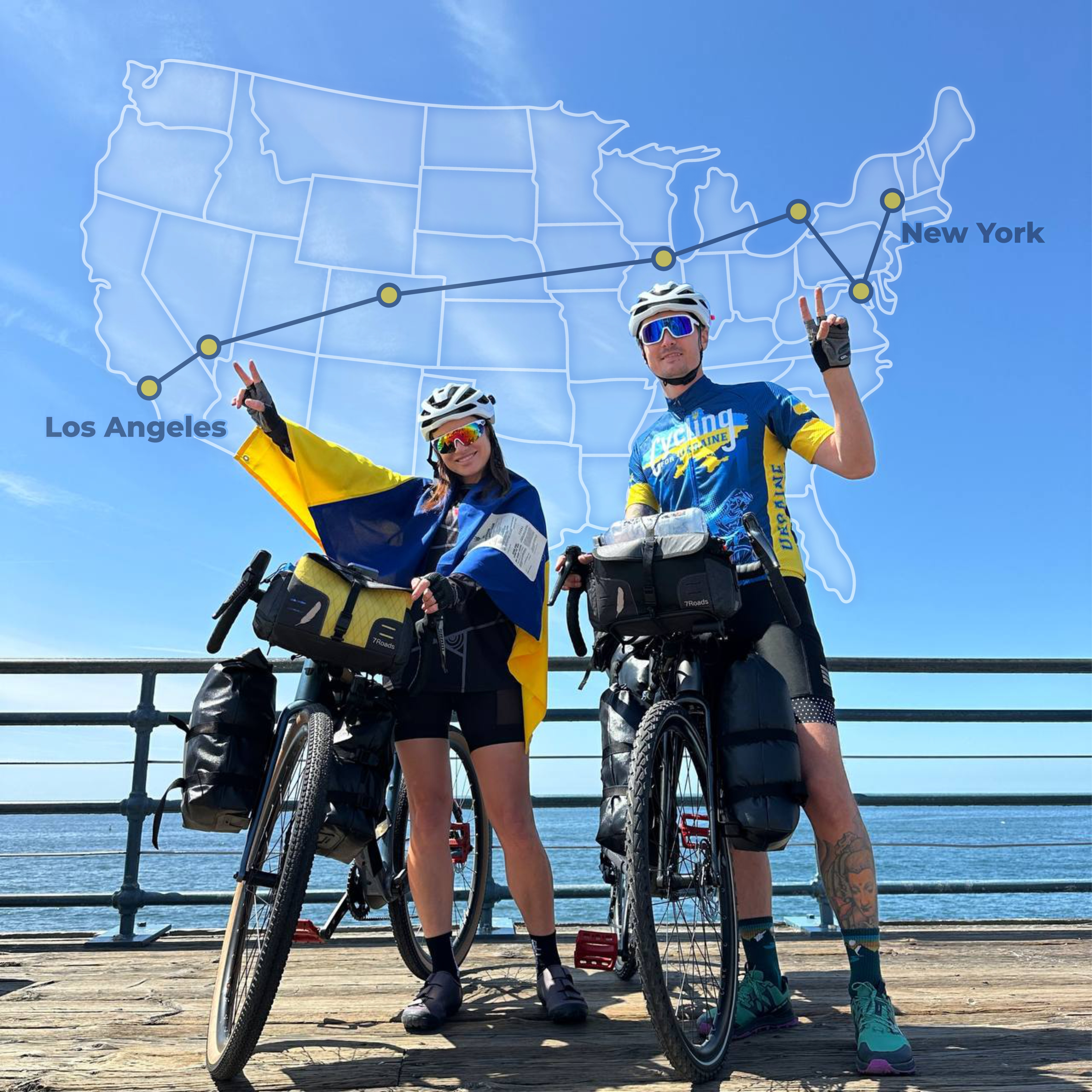
Українці, які подолали 6500 кілометрів на велосипеді по США

Визначення велосипедних заїздів на ультрадовгі дистанції значно розпливчастіше, ніж у бігу на ультрамарафонські дистанції (будь-якого забігу, який довший за марафон) або ультратріатлона (будь-якої гонка, яка довша за Ironman). Будь-яка велосипедна гонка, яка довша, ніж заїзд століття, дистанція якого складає 100 миль (160 км), вважаються велосипедними заїздами на ультрадовгі дистанції. Проте, такі заїди достатньо поширені, тому для визначення категорії використовують довші заїди, які перевищують 200 кілометрів (120 миля), 300 кілометрів (190 миля), чи навіть 200 миль (320 км).
Велосипедні гонки, які покривають такі відстані, але розбиті на етапи, не відповідають більшості визначень гонок на ультрадовгі дистанції: час їзди має бути безперестанним від старту до фінішу. Незважаючи на це, екстра-довгі етапи в рамках більш тривалої гонки можуть бути достатньо довгими, щоб самі по собі бути заїздами на ультрадовгі дистанції. Крім того, будь-які командні змагання, на яких окремі велосипедисти не проходять повну дистанцію, також не вважаються ультрамарафонними.
Далі подано список велосипедних заходів, які можна віднести до ультрадовгих дистанцій, відповідно до типу або формату. Це не вичерпний перелік усіх перегонів, але згадуються найдовші, найважливіші (вибрані за рівнем інтересу від ЗМІ) або найпопулярніші (визначаються за кількістю учасників) гонки у межах кожної категорії.

## Заїзди на велотреках
Наприкінці 1800-х, коли велосипедні змагання тільки набували розвитку, були популярними шестиденні гонки на велодромах. От тільки оригінальний формат гонок — це справжня велосипедна гонка на ультра-дистанції, оскільки це був простий тест того, скільки може проїхати кожний велосипедист протягом шестиденного заїзду. Формат значно розвинувся з того часу, було залучено дві команди гонщиків у естафетному форматі. Пізніше характер гонки змінився, без зупинок гонка лише протягом частини кожного дня.

## Дорожні перегони

### Професійні
Коли зароджувалися професійні дорожні велогонки, було створено багато одноденних дорожніх гонок та етапів у Гран-турах, які були набагато довшими, ніж сьогоднішні. Велосипедна гонка Бордо—Париж у Франції була найдовшою одноденною щорічною професійною велосипедною гонкою; яка мала довжину маршруту близько 560 кілометрів (350 миля) і проводилася майже щороку від 1891 по 1988 роки. Після 1988 року найтривалішою одноденною професійною велогонкою стала Порто—Лісабон у Португалії, протяжністю 330 кілометрів (210 миля). Порто—Лісабон востаннє проводилася у 2004 році, опісля найдовшою стала Мілан—Сан Ремо в Італії, протяжністю 298 кілометрів (185 миля).
Париж–Брест–Париж — професійна велосипедна гонка, яка долає величезну дистанцію у 1 200 кілометрів (750 миля) по Франції, яка проводилася кожні 10 років з 1891 року по 1951 рік. Після 1951 року переформатувалася у рендонерський заїзд (див. нижче).
Велосипедні гранд тури раніше включали набагато довші етапи, ніж сьогодні. Найдовший етап туру де Франс у 1919 році становив 482 кілометри (300 миля) і того ж року кожен з 15 етапів мав протяжність понад 300 кілометрів (190 миля). Найдовший етап був у гонці Джиро-д'Італія — 430 кілометрів (270 миля) у 1914 році і у тому ж році 5 з 8 етапів були довші за 400 кілометрів (250 миля). Гонка Вуельта Іспанії розпочалася 1935 року, і перша гонка мала власний найдовший етап, який був завдовжки 310 кілометрів (190 миля). У сучасних гранд турах етапи, довші за 200 кілометрів (120 миля) стають все більшою рідкістю. Також Union Cycliste Internationale (UCI) встановили обмеження для будь-якого окремого етапу під час гонки у 240 км.

### Велосипедні гонки на ультрадовгі дистанції з підтримкою
Більше немає справжніх велосипедних перегонів на ультрадовгі дистанції (тобто довші 300 кілометрів (190 миля)), це пов'язано із головною керуючою організацією велосипедного руху, UCI. Замість них більшістю сучасних велосипедних гонок на ультрадовгі дистанції асоційовані з Світовою асоціацією велосипедного спорту на ультрадовгі дистанції [Архівовано 27 березня 2022 у Wayback Machine.] (UMCA). На сьогодні найвідомішою з-поміж цих гонок є Гонка Крізь Америку (Race Across America — RAAM), гонка без зупинок через весь континент США, протяжністю 4 860 кілометрів (3 020 миля).
У такому форматі перегонів велосипедисти їздять індивідуально (групові заїзди, або пелетоном (їзда один-за-одним у повітряному мішку) забороняються), але кожен з велосипедистів мають щонайменше один автомобіль супроводу та команду персоналу, які його обслуговують. Такий специфічний формат гонок часто називають «ультрациклінгом», ось чому було б неправильним називати всі велосипедні перегони на ультра-довгі дистанції «ультрациклічними». Багато з гонок на ультрадовгі дистанції включають категорії команд, яка працюють у естафетному форматі і тому не відповідають критеріям змагань велосипедних гонок на ультра-довгі дистанції, які тут описуються (і у яких люди повинні проїхати повну дистанцію самотужки).
Інші гонки на ультра-довгі дистанції включають в себе Гонку крізь Європу [Архівовано 2 квітня 2022 у Wayback Machine.] (RACE), протяжністю 4 722 кілометри (2 934 миля). Найдавніша гонка Європи — це Glocknerman [Архівовано 15 травня 2021 у Wayback Machine.], австрійський велосипедний захід на дистанцію 1 000 кілометрів (620 миля), який вперше відбувся у 1997 році. Гонка крізь Альпи [Архівовано 20 січня 2020 у Wayback Machine.] складає всього 540 кілометрів (340 миля), але характеризується набором висоти понад 13 000 метрів (43 000 фут), і тому організатори стверджують, що це найскладніша одноденна гонка у світі.

### Індивідуальні гонки з роздільним стартом
12-годинні та 24-годинні велосипедні гонки з роздільним стартом існували протягом тривалого часу і досі поширені. У цих змаганнях велосипедисти намагаються проїхати максимально можливу дистанцію за певний обмежений час. Поточний рекорд за 24 години — це більше 800 кілометрів (500 миля) на традиційному велосипеді та понад 1 200 кілометрів (750 миля) на веломобілі. У 2014 році UMCA відродили інтерес до найдовшого річного пробігу, Рекорд якого востаннє встановив у 1939 році Томмі Годвін: 120 805 кілометрів (75 065 миля). Такі заїзди передбачають проїзд на максимально можливі відстані протягом 12-місячного періоду. На початку 2016 року Курт Сервогель побив рекорд, досягнувши відстані у 122 433 кілометри (76 076 миля) за рік, або 335 кілометрів (208 миля) у день.
Деякі гонки на ультрадовгі дистанції з роздільним стартом проводяться на постійних гоночних мототреках, наприклад Байк Себрінг (Sebring International Raceway), Рад-ам-Рінг (Нюрбургрінг), Велосипедний марафон на 12 годин у Монці (Autodromo Nazionale Monza), Велосипедний марафон на 24 години у Зандворті (Зандвоорт), Фестиваль БіКуірк (Circuit de Barcelona-Catalunya), та Велосипедні змагання на витривалість Revolve24 (Brands Hatch та The Bend Motorsport Park). На них відсутній будь-який дорожній рух та мають рівне дорожнє покриття.

### Велосипедні перегони на ультра-довгі дистанції без підтримки та байкпакінг дорожні перегони
Останнім часом набувають популярності гонки, які нагадують велогонки із ранньої епохи професійних змагань, на яких велосипедисти їхали вдень і вночі без підтримки. Американська позашляхова гонка Тур Дівайд надихнула організаторів на створення Трансконтинентальної Гонки, найпопулярнішої у Європі, протяжність якої приблизно 4 000 кілометрів (2 500 миля) по всьому континенті. Як і у інших швидкісних велосипедних змаганнях, відбувається масовий старт, але на подібних перегонах не дозволяється залишати склади та будь-яка інша підтримка заборонена, тому відсутні технічні засоби підтримки, а гонщики повинні собі знаходити всі запаси, житло все інше з комерційних джерел вздовж маршруту або все перевозити з собою самостійно. Хоча на більшості із змагань дозволяється «Trail Magic» від незнайомих людей: добрі вчинки, подарунки та інші форми заохочення до тих пір, поки магія не рухатиме велосипед. Ще однією популярною подією у цій категорії є Транс Ам Вело Гонка, яка на 50 % довша, ніж Трансконтинентальна Гонка на 6 800 кілометрів (4 200 миля) , і тому на даний момент це найдовша велосипедна гонка без зупинок у світі. ІнкаДівайд — це захід на коротшу дистанцію у 1800км (1120миль), який характеризується найбільшим набором висоти з-поміж аналогічних велогонок. Це найвища самостійна гонка, під час якої гонщики долають понад 4 920 метрів (16 140 футів) у горах Андів у Перу . Ця гонка є частиною BikingMan, перша із серії байкпакінг заїздів на ультрадовгі дистанції, які відбулися у 2019 році в Омані, Франції, Лаосі, Перу, Португалії і Тайвані у стандартному форматі на 620 миль (близько 998 км).
Гонки без підтримки іноді робляться також повністю сольними заїздами без організованих змагань, але вони досить добре розголошуються. Часто вони включають заїзди із точки до точки (включно від міста до міста). Таким заїздом, для прикладу, є Вегас 24 [Архівовано 6 серпня 2020 у Wayback Machine.].

### Рендонерство
Як правило, рандоннерські заїзди (їх також називають «бреветами» або «заліками») проводяться не у форматі змагань, і перегони не є ціллю. Швидше за все вони виступають особистісними викликами. Вони також відрізняються від більшості гонок на ультрадовгі дистанції та байкпакінгу тим, що на бреветах дозволені групові заїзди та їзда «на колесі». Часто підтримка та житло забезпечуються організаторами на проміжних контрольних пунктах, проте використовувати транспортні засоби для технічної підтримки не дозволяються за межами контрольних пунктів.
Найвідомішою подією цього типу є Париж–Брест–Париж, яку проводять у Франції кожні чотири роки, з дистанцією у 1 200 кілометрів (750 миля), яку потрібно подолати менш, ніж за 90 годин. На кожну подію з'їжджаються понад 5000 учасників. Ця подія розвинулася із професійної велогонки. У світі є багато подібних подій на дистанції від 1 000 кілометрів (620 миля) до 1 600 кілометрів (990 миля), до їх списку також входять заїзди Лондон—Едінбург—Лондон у Великій Британії та Каскад 1200 [Архівовано 12 травня 2018 у Wayback Machine.] у США. Існує також багато варіантів рандонерських заїздів із коротшими дистанціями, але стандартні дистанції протяжністю 200 кілометрів (120 миля), 300 кілометрів (190 миля), 400 кілометрів (250 миля) та 600 кілометрів (370 миля).

### Циклоспортиви / Гран Фонди
Циклоспортиви (також відомі як гран фонди) — це велосипедні змагання з великою кількістю учасників. Вони не такі серйозні, як чисті велосипедні гонки, але час реєструється і найшвидших учасників нагороджують призами. Зазвичай організатори надають повну підтримку по маркуванню маршруту та організовують станції харчування.
Подія, яка проголошує себе, як «найдовший Гран Фондо у світі», проходить практично по тому ж маршруту, що і професійна гонка Мілан-Санремо, і становить 296 кілометрів (184 миля). Проте є кілька подібних заходів, які довші. Бордо-Париж була професійною гонкою до 1988 року і відновилася у 2014 році як циклоспортивний з маршрутом близько 610 кілометрів (380 миля). Гонка Стиркпровен Тронхейм-Осло [Архівовано 3 липня 2020 у Wayback Machine.] довжиною 543 кілометри (337 миля) і є найдовшою гонкою та циклоспортивом у Норвегії. Тур дю Монблан [Архівовано 24 квітня 2016 у Wayback Machine.] — 330 кілометрів (210 миля) довжиною по гірській місцевості через Францію, Швейцарію та Італію. Трохи довшою є гонка Wysam 333 [Архівовано 5 серпня 2020 у Wayback Machine.] у Швейцарії на 333 кілометри (207 миля). Є також Майорка 312 [Архівовано 20 травня 2022 у Wayback Machine.], протяжність якої 312 кілометрів (194 миля) навколо острова Майорки, циклоспортивна версія гонки «Драконова Гонка Уельсу», Драконівський Диявол у Великій Британії становить 305 кілометрів (190 миля), та циклоспортивний заїзд Веттеррундан, який здійснює екскурсію по Шведському озеру, становить 300 кілометрів (190 миля).
У Новій Зеландії є гонка Лейк Таупо Вело Челендж. Стандартний циклоспортивний варіант передбачає одиночний круг навколо озера, який становить 160 кілометрів (99 миля), але також є варіант зробити два кола за один день — 320 кілометрів (200 миля), без підтримки на першому колі, або стартувати на день раніше і зробіть чотири кола, що складає 640 кілометрів (400 миля), і тому більш подібне у своєму форматі на рендонерський заїзд. Кожен другий рік також існує варіант у 8-кіл — 1 280 кілометрів (800 миля) завдовжки, але для цієї версії потрібна технічна підтримка, що робить її більш подібною до гонок на ультрадовгі дистанції.

### Столітні заїзди
У США поширені організовані столітні заїзди у 100 миль (160 км), формат яких за параметрами посередині між циклоспортивом та рандонерським заїздом. Існує також багато організованих заїздів подвійних століть, завдовжки 200 миль (320 км), одна з найпопулярніших поміж них — Від Сіетлу до Портленду Велосипедна Класика, а також є варіанти у 300 миль (480 км) і 400 миль (640 км), це Лос-Анджелес Вілмен Гранд Тур [Архівовано 8 травня 2020 у Wayback Machine.].

### Інші дорожні велосипедні змагання
Існує декілька класичних велосипедних маршрутів на великі відстані, на які зберігаються записи часу, хоча гонщики, зазвичай, одночасно не змагаються. До їх переліку належать гонка Від Кінця Землі до Джона о'Гроаса у Великій Британії, протяжністю близько 1 400 кілометрів (870 миля). Найдовшим заїздом у цьому списку є Каїр — Кейптаун [Архівовано 5 серпня 2020 у Wayback Machine.] в Африці, довжина якого становить близько 11 000 кілометрів (6 800 миля). Рекордсмен цього заїзду — шотландський велосипедист Марк Бомонт. Найдовший заїзд цього формату — це навколосвітній велосипедний рекорд, для якого велосипедист повинен проїхати 29 000 кілометрів (18 000 миля) на велосипеді, на додачу виконати інші вимоги. Наразі новий рекорд з велоспорту у жінок намагається здолати шотландська ендуренс-велосипедистка Дженні Грем. У 2012 та 2014 роках на цих правилах було організовано масовий старт під назвою Всесвітня велосипедна гонка [Архівовано 24 травня 2018 у Wayback Machine.].

## Гравійні велозаїзди
У ранні роки, коли проводилися дорожні велосипедні перегони, більшість доріг не були асфальтованими, тому більшість заїздів проходили на дорогах із бруківкою чи гравієм. З часом відбувалося вдосконаленню дорожньої інфраструктури, тому зараз практично всі велосипедні гонки проводяться на асфальтованих дорогах. Проте у 21 столітті заїзди та змагання велосипедами по гравійних дорогах знову здобули популярність, частково завдяки вдосконаленням технології, які використовуються для проектування велосипедів.
Велосипедні технології розглядаються як найбільший внесок у популяризацію гравійних велосипедів, оскільки технологія дозволила дизайнерам інтегрувати ключові характеристики велосипедів із різних дисциплін в один велосипед. Наприклад, розслаблена геометрія гірських велосипедів покладена в основу рами гравійних велосипедів, але гравійні велосипеди легші, швидші та чутливіші, ніж гірські велосипеди. Гравійні велосипеди також використовують характеристики обох типів велосипедів: як кросових, так і дорожніх велосипедів для кращого комфорту на тривалих поїздках, а також широкі зазори для коліс, для комфортної їзди за дощової погоди.
Культура гравійного велосипеда також була ще однією причиною набуття його популярності. Гравійні змагання рідко потребують команду тренерів та велосипедних техніків, оскільки маршрути чутливі до різної погоди, до чого важко тренуватися та готуватися. Як правило, гравійні велосипедисти зосереджені на проходженні маршруту, а не на підтримці темпу під час змагань. Це призводить до товариського духу на маршруті і забезпечує веселу та невимушену атмосферу, яка не завжди присутня у шосейних та гірських велосипедних гонках.
Однією з найдовших і найвідоміших сучасних гонок на гравійних велосипедах є Брудна Канза у Флінт-Гіллс, навколо Емпорії, штату Канзас у США, завдовжки 200 миль (320 км), у 2018 розі також було додано дистанцію на 560 км (350 миль). Також на цій гонці є коротші дистанції: на 25миль (40 км), 50миль (80км) та 100 миль (160 км). У Великій Британії Брудний Рейвер [Архівовано 9 серпня 2020 у Wayback Machine.] — це велосипедна гонка (челендж) на 200 км бездоріжжям, яка відбувається в Хексемі, Англія.
Дьорті Канза — це чудовий приклад того, наскільки розрісся рух гравійних велосипедів протягом останніх років. Наприклад, у 2006 році у гонці взяли участь 34 велосипедисти, які проходили маршрут на 200 миль (320 км). У червні 2019 року було вже 2750 гонщиків, яким пощастило бути вибраними за допомогою лотереї, і перетнули стартову лінію Дьорті Канза 200. І це при тому, що організаторам довелося представити інші категорії заїзду, також свідчить про те, що гравійний велосипедизм — це пригода.

## Їзда на гірських велосипедах
Як і дорожні, деякі з найпопулярніших заходів на ультра-довгі дистанції на гірських велосипедах — це випробування за часом на 12 та 24 години, яких існує багато у всьому світі. Крім того, існує багато гонок на гірських велосипедах принаймні у 100 миль (160 км). Дуже мало гонок на гірських велосипедах довші за 100 миль (160 км), оскільки середня швидкість на типових місцевостях для гірських велосипедів значно повільніша, ніж на дорогах.
Цілодобові змагання на гірських велосипедах — це змагання, на яких гонщики повністю на самостійному забезпеченні (див. вище: Бйкпакінг дорожні велосипедні перегони). Одне з найвідоміших та найпопулярніших подій для позашляхових велосипедів — Tour Divide, який охоплює 4 418 кілометрів (2 745 миля) крізь Скелясті гори, починаючи від Канади, через США, і закінчується на мексиканському кордоні. Заїзд Iditarod Trail Invitational на Алясці відбувається взимку на снігових велосипедах завдовжки 1 000 миль (1 600 км). Найпопулярніша позашляхова велосипедна гонка у Європі — це Тосканська Стежка, завдовжки 530 кілометрів (330 миля) у центральній Італії. Також в Італії відбувається гонка Італі Дівайд, яка починається в Римському Колізеї і закінчується на озері Гарда, і проходить крізь Сієну, Флоренцію та Болонью. На ній змішані технічні ділянки гірських велосипедів із гравійними стежками.
У Середній Азії у Киргизстані проводять «Гірську Гонка Шовкового Шляху» протяжністю 1700   км (1056 миль) у гірському масиві Тянь-Шаня.
Пустеля Титан — це шестиденна етапна гонка, яка проводиться у Марокко, загальною дистанцією понад 600 кілометрів (370 миля).
В Австралії проводиться «Гонка до Скелі» — це гонка без підтримки крізь Аутбек, основана Джессі Карлссоном. Як правило, курс і тривалість відрізняються з кожним роком, але частіше за все, фінішує в Улуру; у 2018 році дистанція складала 3500 км (2175 миль) і охоплювала ділянки Південної Австралії, а також Тасманію.

## Орієнтовані на сходження
Замість того, щоб намагатися подолати найдовшу відстань, яку потрібно проїхати за один заїзд, деякі велосипедисти намагаються досягти найбільшого набору висоти, набраної за один заїзд. Еверестинг — це виклик, який передбачає неодноразовий проїзд на одному і тому ж пагорбі кілька разів, поки загальний набор висоти не сягне висоти гори Еверест у 8 848 метрів (29 029 фут). Існують також записи про найбільший набор висоти, подоланий за певний проміжок часу, наприклад, за 24 години.